# Einmal als Schneekönig
Einmal als Schneekönig (engl. Titel: Mr. Plow) ist die 9. Folge der 4. Staffel der Serie Die Simpsons.

## Handlung
Bei einem Schneesturm fährt Homer sein Auto zu Schrott. Auf der Suche nach einem neuen Auto kauft er schließlich einen Schneepflug. Viele Hausbesitzer brauchen Homers Hilfe, da ihre Häuser inzwischen mit Schnee bedeckt sind. Schnell verdient er viel Geld und bekommt sogar eine Auszeichnung vom Bürgermeister. Als er in der Bar erzählt, wie gut das Geschäft läuft und welche Auszeichnung er bekommen hat, wünscht sich sein Freund Barney ebenfalls, geehrt zu werden. Am nächsten Tag stellt Homer fest, dass Barney seine Idee geklaut hat, indem er sich einen viel größeren Schneepflug angeschafft hat. Die Nachfrage nach Homer nimmt ab, bis er schließlich arbeitslos wird. Auch seine Auszeichnung wird ihm abgenommen und Barney gegeben. Als Linda Ronstadt schließlich in Barneys Werbung singt, wird es Homer zu viel. Er trickst Barney aus, indem er ihm den Auftrag gibt, zu einem hohen Berg zu fahren und dort Schnee zu räumen. Als Homer in den Nachrichten sieht wie Barney von einer Lawine verschüttet wird, rettet er ihn. Schließlich wollen beide zusammenarbeiten; in diesem Moment schmilzt jedoch der Schnee, und Homers Schneepflug wird von der Pfändungsabteilung abgeschleppt.

## Hintergrund
Für das Produktionsteam war es eine besondere Ehre, den ehemaligen Batman-Darsteller Adam West als Sprecher einzuladen, der für viele Mitarbeiter ein Jugendidol war. Ebenso hat sich die Sängerin Linda Ronstadt selbst synchronisiert.
Auch gibt es wieder einige Parodien: Nachdem Homer den schulfreien Tag verhinderte, indem er mit dem Schneepflug den Weg für den Schulbus gesäubert hat, wird Bart in einen Hinterhalt gelockt und von Schneebällen „durchlöchert“ – so wie Sonny Corleone in Der Pate. Der überarbeitete Werbespot von Homers Mr. Schneepflug war eine Parodie auf einen zur gleichen Zeit ausgestrahlten Parfüm-Werbespot.

## Rezeption
Für Robert Cunning von der Website IGN war dies eine der besten Folgen überhaupt: „Es gab eine lustige, fesselnde Geschichte, großartige Gaststars, die sich über sich selbst lustig machten, Rückblenden, Lieder, Cutaways und Gelegenheiten, Charaktere außerhalb der gleichnamigen Familie der Serie hervorzuheben.“
Der Original-Homer-Sprecher Dan Castellaneta wurde 1993 für diese Episode mit dem Voice-Over-Performance-Preis bei den Primetime-Emmy-Awards ausgezeichnet.